# Clive Russell

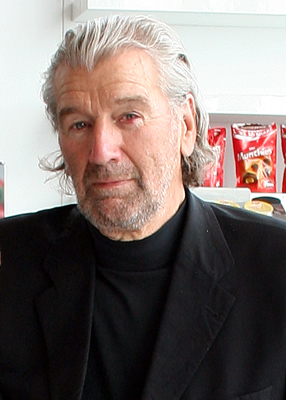
Clive Russell in 2014

Clive Russell (Reeth, 7 december 1945) is een Brits acteur. 
Russell werd geboren in Reeth en groeide op in Fife. 

## Carrière
Russell begon in 1960 met acteren in de televisieserie Scotland Yard, waarna hij in nog meer dan 150 televisieseries en films speelde. Hij speelde in onder andere Cracker (1995), Roughnecks (1994-1995), Coronation Street (2005), Ripper Street (2012-2014) en Game of Thrones (2013-2016). 

## Filmografie

### Films
Selectie:
- 2021 The Last Duel - als oom van King
- 2018 Outlaw King - als Lord Mackinnon of Skye
- 2013 Thor: The Dark World - als Tyr
- 2011 Sherlock Holmes: A Game of Shadows - als kapitein Tanner
- 2010 The Wolfman - als MacQueen
- 2009 Sherlock Holmes - als kapitein Tanner
- 2009 Book of Blood - als Wyburd
- 2008 Made of Honor - als neef Finlay
- 2004 The Rocket Post - als Angus MacKay
- 2004 King Arthur - als vader van Lancelot
- 1999 The 13th Warrior - als Helfdane
- 1999 Great Expectations - als Joe Gargery
- 1994 Fatherland - als Krebs
- 1992 The Power of One - als Bormann

### Televisieseries
Selectie:
- 2021 Code 404 - als Clifford Major - 4 afl.
- 2019-2020 Semi-Detached - als Willie - 6 afl.
- 2020 Cursed - als Wroth the Tusk Commander - 5 afl.
- 2017-2019 Doc Martin - als Ken Hollister - 3 afl.
- 2019 Catherine the Great - als rechtbank gek - 4 afl.
- 2019 Curfew - als Mac - 2 afl.
- 2018 1983 - als William Keating - 5 afl.
- 2017 Rellik - als Henry - 3 afl.
- 2017 1066: A Year to Conquer England - als Harold Hardrada - 3 afl.
- 2012-2016 Ripper Street - als hoofdinspecteur Fred Abberline - 16 afl.
- 2016 Digby Dragon - als stem - 19 afl.
- 2016 Hollyoaks - als Billy - 2 afl.
- 2013-2016 Game of Thrones - als Brynden 'Blackfish' Tully - 7 afl.
- 2015 Mountain Goats - als Malton Jennings - 3 afl.
- 2014 Shetland - als Adam Markham - 2 afl.
- 2010 Holby City - als Frank Malloy - 2 afl.
- 2009 Jam & Jerusalem - als Jock - 6 afl.
- 2008-2009 Mist: Sheepdog Tales - als MacPhereson (stem) - 4 afl.
- 2009 The Bill - als Danny Travis - 2 afl.
- 2006 Casualty - als Billy McCabe - 2 afl.
- 2005 Coronation Street - als Phil Nail - 40 afl.
- 2005 According to Bex - als Jack Atwell - 8 afl.
- 2004 Auf Wiedersehen, Pet - als Gary Turnbull - 5 afl.
- 2002-2003 Rockface - als Gordon Urquhart - 7 afl.
- 2001-2003 Happiness - als Angus O'Connor - 12 afl.
- 2001 Waking the Dead - als Perry Coleman - 2 afl.
- 2001 Spaced - als Damien Knox - 3 afl.
- 1998-2000 Heartburn Hotel - als Duggie Strachen - 13 afl.
- 2000 Hope & Glory - als Phil Jakes - 4 afl.
- 1996 Neverwhere - als mr. Vandemar - 6 afl.
- 1996 Atletico Partick - als Bonner - 6 afl.
- 1994-1995 Roughnecks - als Archie - 13 afl.
- 1995 Cracker - als Danny Fitzgerald - 7 afl.
- 1994 Finney - als Tucker - 6 afl.
- 1994 Middlemarch - als Caleb Garth - 6 afl.

- Bibliothèque nationale de France: cb14223118j (data)
- Gemeinsame Normdatei: 1195496613
- International Standard Name Identifier: 0000 0001 2120 7252
- Library of Congress Control Number: no97051471
- MusicBrainz: 5470471f-fced-4d7c-b746-fffd1f7f7d12
- Virtual International Authority File: 11913007
- WorldCat: E39PBJgd8cmPjGtC3K7Dxbqfbd